# Амитаб Бачан
Амитаб Бачан (енгл. Amitabh Bachchan, Алахабад, 11. октобар, 1942) је индијски филмски глумац и продуцент, телевизијски водитељ, повремени музички певач и бивши политичар познат по свом раду у хиндској кинематографији. Сматра се једним од најутицајнијих глумаца у историји индијске кинематографије. Током 1970-их - 1980-их био је најдоминантнији глумац на индијској филмској сцени; француски редитељ Франсоа Трифо га је назвао „индустријом једног човека“.
Бачан је рођен 1942. у Алахабаду као син хиндског песника Хариванша Ража Бачана и његове супруге, друштвене активисткиње Теџи Бачан. Образовао се на колеџу Шервуд, Најнитал и Кирори Мал колеџу, Универзитет у Делхију. Његова филмска каријера започела је 1969. године као гласовни приповедач у филму Мринал Сена Bhuvan Shome. Први пут је стекао популарност током раних 1970-их за филмове као што су Zanjeer, Deewaar и Sholay, а за улоге на екрану у хиндским филмовима назван је индијским „љутим младићем”. Називан Шахеншах из Боливуда (по његовом филму из 1988 Shahenshah), Сади ка Маханајак (хиндуски за, „Највећи глумац века”), Звезда миленијума или Биг Б, од тада се појавио у преко 200 индијских филмова у каријери дугој више од пет деценија. У каријери је освојио бројна признања, укључујући четири националне филмске награде за најбољег глумца, награду Дадасахеб Фалке као награду за животно дело и многе награде на међународним филмским фестивалима и церемонијалне награде. Он је добитник шеснаест награда Филмфар и најноминованији извођач у било којој већој категорији глуме на Филмфару, са укупно 42 номинације. Осим глуме, Бачан је радио и као певач, филмски продуцент и телевизијски водитељ. Он је био домаћин неколико сезона шоа Kaun Banega Crorepati, индијске верзије франшизе за игре, Who Wants to Be a Millionaire?. Такође је једно време ушао у политику током 1980-их.
Индијска влада га је одликовала колајном Падма Шри 1984, Падма Бушан 2001. и Падма Вибушан 2015. за његов допринос уметности. Француска влада га је 2007. почастила највећом цивилном почашћу, витезом Легије части, због изузетне каријере у свету филма и шире. Бачан се такође појавио у холивудском филму, The Great Gatsby (2013) База Лурмана, у којем је играо неиндијск јеврејског актера, Мејера Волфшеима.
Осим Индијског потконтинента, стекао је велики број иностраних следбеника јужноазијске дијаспоре, као и других, на тржиштима укључујући Африку (Јужна Африка, Источна Африка и Маурицијус), Блиски исток (посебно УАЕ и Египат), Уједињено Краљевство, Русију, Карибима (Гвајана, Суринам и Тринидад и Тобаго), Океанији (Фиџи, Аустралија и Нови Зеланд) и Сједињеним Државама.

## Биографија
Амитаб је рођену у Алахабад, Утар Прадеш. Његов отац, Хариванш Раj, песник, а његова мајка, Теџи.
Направио је свој филмски деби 1969. године као гласовни наратор у Bhuvan Shome. Његова прва глумачка улога била је као један од седам протагониста филма Седам Хиндустана.

## Приватни живот
Амитаб се оженио Џаја 1973. Имају двоје деце: сина, Абишек, такође глумца, и ћерку Света.

## Филмографија
| Улоге Амитаб Бачан |                     |               |                       |          |
| Година             | Српски назив        | Изворни назив | Улога                 | Напомена |
| 1971.              | Поштен лажов        |               | доктор Баскар Банерџи |          |
| 1973.              | Наруквица           |               | Виџај Кана            |          |
| 1975.              | Тепени жемљи        |               | Џај                   |          |
| 1977.              | Амар, Акбар, Антони |               | Антони Гонсалес       |          |
| 1978.              | Вођа банде          | Don           | Дон / Виџај           |          |
| 1983.              |                     |               |                       |          |
| 1990.              | Ватрена путања      |               | Виџаj Динанат Чаухан  |          |
| 2005.              | Црн                 |               | Дебраџ Сахај          | [ 10 ]   |
| 2009.              | Отац                |               |                       |          |
| 2013.              | Велики Гетсби       |               | Мејер Вулфшим         | [ 11 ]   |
| 2015.              | Пику                |               | Башкор Банерџи        |          |
| 2016.              |                     |               | Деепак Сегал          |          |
| 2017.              | Саркар 3            |               | Субаш Нагре           |          |

## Награде и почасти
Године 2001, награђен је наградом Глумац века на Александријском међународном филмском фестивалу у Египту као признање за његов допринос свету кинематографије. Многе друге почасти за његова достигнућа додељене су му на неколико међународних филмских фестивала, укључујући награду за животно дело на Азијским филмским наградама 2010. године.
Године 2003, добио је почасно држављанство француског града Довил. Влада Индије га је одликовала са Падма Шри 1984, Падма Бушан 2001, Падма Вибушан 2015. и Дадасахеб Фалке наградом 2019. Тадашњи председник Авганистана одликовао га је Орденом Авганистана за снимање епске драме Куда Гавах. Влада Мадја Прадеша одликовала га је Раштријом Кишором Кумаром Саманом за период 2002–2003.